# Zeatupua
Zeatupua és un gènere d'aranyes araneomorfes de la família dels fisoglènids (Physoglenidae). Fou descrit per primera vegada l'any 2009 per Fitzgerald i Sirvid. És un gènere que fou transferit des dels sinotàxids (Synotaxidae) als fisoglènids (Physoglenidae) per Dimitrov et al l'any 2017.
Segons el World Spider Catalog amb data del 3 de gener de 2018, el gènere Zeatupua només té reconeguda una espècie, Zeatupua forsteri. És endèmica de Nova Zelanda.